# Бондаренко Михайло Павлович
Миха́йло Па́влович Бондаре́нко — капітан Збройних сил України, учасник російсько-української війни.

## Нагороди
За особисту мужність і високий професіоналізм, виявлені у захисті державного суверенітету та територіальної цілісності України, вірність військовій присязі відзначений — нагороджений
- орденом Богдана Хмельницького III ступеня (31.7.2015)